# بويانا كرسمانوفيتش
بويانا «بو» كرسمانوفيتش (مواليد 1 مارس 1992) عارضة صربية من  أحد أفضل الموديلات أداءً في العالم، اشتهرت مع اختيارها كوجه للحملات الإعلانية بواسطة علامات تجارية مثل جيس و ليز تشارمل. اكتسبت مستوى جديد من الشهرة لتصبحت أول امرأة صربية تظهر على مجلة سبورتس اليستريتد في إصدار ملابس السباحة لعام 2016، عادت لسرقت الأنظار إليها عندما غطت غلاف مجلة مكسيم في أبريل 2017 ، والتي تشاركها المجلة غالبًا مع معجبي إنستغرام. 
غالباً ما تتم مقارنتها  سيندي كروفورد و مونيكا بيلوتشي عن ذلك تقول:
| بويانا كرسمانوفيتش | أستطيع أن أقول أنني أعيش في بلدان مختلفة، طلب مني بعض وكلاء العمل فقدان الوزن، لكني أحب منحنياتي، لا أحب مقارتني بأحد | بويانا كرسمانوفيتش |

## نشاتها
لقد بدأت العمل من سن 14 عامًا. التحقت بجامعة جون نيسبيت في بلغراد ، صربيا في قسم الدراسات التجارية. عندما كانت فتاة ذات نظرة صبيانية ، لذلك لم يتخيل أحد أنها بعد بضع سنوات ، كانت ستبدو وكأنها واحدة من أجمل وأنجح عارضات في كل العصور أمثال سيندي كروفورد. ضحك زميلاتها في المدرسة على طولها وشخصيتها النحيفة ، لذلك دربت الكاراتيه وطبقته عليها. كانت أول وظيفة لها في الخارج في الخامسة عشرة من عمرها خلال أسبوع الموضة في أثينا. وبهذه الطريقة تعلمت من زملائها الأكبر سنا واكتسبت الثقة التي تحتاجها. 

## مسيرتها المهنية
في عام 2012 ، ظهرت في الفيديو لأغنية «نسيت» التي تؤديها فرقة تروبيكو. تتطلع إلى مهنة غنية تتضمن التعاون مع المصممين المشهورين والعديد من المجلات وصفحات الغلاف في المجلات. تتضمن هذه الافتتاحيات مجلة إل الأمريكية ومجلة سبورتس اليستريتد ومجلة مكسيم . كما لعبت دور البطولة في حملات جيس. و إنتينسمي .
بعد أن نجحت في السوق الأوروبية ، كان حلمها أن تنجح في السوق الأمريكية والعمل في نيويورك ، المدينة التي تعتبر الأكثر أهمية في عالم صناعة الأزياء. كانت الخطوة الأولى نحو هذا التعاون مع «جيس» في برشلونة ، والتي استمرت في لوس أنجلوس. في خريف / شتاء 2014 ، سجّلت حملة جينز وإكسسوارات غيس. وجدت نفسها بصحبة جيجي حديد ، وسامانتي هوبز ، وجارا كميدان ، وسيلفي تولو ، ونيك فوكيت. في عام 2015 ، تم إعادة انتخابها كحارس جيس غارديان لحملة الخريف مع زملائها: غرايز إليزابيث و سيلفيو تولو و ماتا تريا.

## روابط خارجية
- بويانا كرسمانوفيتش في قاعدة بيانات الأفلام على الإنترنت
- بويانا كرسمانوفيتش على إنستغرام
- بويانا كرسمانوفيتش في موديلز.كوم